# MAMP
MAMP è un acronimo che si riferisce a una raccolta di software liberi per il funzionamento di un server web per siti dinamici, sul sistema operativo macOS.
L'acronimo sta per le iniziali dei seguenti programmi:
- Mac OS X, il sistema operativo
- Apache, il server web
- MySQL, il database management system (o database server);
- P come PHP, Perl, o anche Python: sono linguaggi di sviluppo per la programmazione web.

L'acronimo MAMP, oltre che a essere un termine generico, è anche il nome di un software specifico.

## Caratteristiche
Originariamente solo Apache era integrato in Mac OS X. Inoltre, Mac OS X 10.5 (e successivi) include un motore PHP preconfigurato con MySQL. In generale, MAMP è utilizzato come piattaforma di sviluppo e generalmente non è utilizzata per ambienti di produzione.

## Versioni
Tra i vari software di tipo MAMP, uno dei più famosi si chiama proprio MAMP. È disponibile in due versioni: una versione di software libero, di nome MAMP, distribuito sotto GNU General Public License e una versione con supporto a pagamento, denominata MAMP PRO.